# 南海本田ストライキ事件
南海本田ストライキ事件（なんかいほんだストライキじけん）は、中華人民共和国広東省仏山市南海区にある本田自動車部品製造有限責任会社において、2010年5月に発生したストライキである。

## 事件の発端
同社は、ホンダ自動車が出資する100パーセント外資の企業であり、トランスミッションなどの自動車部品を製造し、親会社であるホンダ自動車に供給していた。従業員は、およそ2000人であったが、その内半数以上は、実習生という見習い工が占めていた。2010年5月17日に、この工場に勤める実習生であり、湖南省出身の農民工譚国成と劉勝奇の2人が、賃上げを要求して仲間の従業員にストへの参加を呼び掛けた。譚は、インターネットのコミュニケーション・ツールを駆使して粛々と計画を立て、「革命未だ成らず」という孫文の遺訓を合言葉に1000人の労働者をストライキへと導いた。貧しさ故に文学者としての夢をあきらめ農民工として生きてきた劉もインターネットカフェから自作の詩を発表し、仲間たちを鼓舞した。

## 事件の背景
中華人民共和国は「改革開放」政策以来、低賃金を武器に「世界の工場」として経済成長を続けてきたが、相対的に社会が豊かになる中で、低賃金に対する労働者の不満が、物価高の影響もあり深刻化していた。また、2007年に制定された『中華人民共和国労働契約法』は、労働契約を書面で締結することを義務付けており、それまであいまいにされていた労働者の権利が明確になり、賃金だけでなく、雇用形態、労働時間、残業、休暇、解雇、退職金など様々な問題について労働者が権利を主張する根拠となった。さらに前述『労働契約法』と同じく2007年に制定された『中華人民共和国労働紛争調停仲裁法』は、労働調停仲裁の費用を無料と定めたことも、労働者の権利主張を後押しする根拠となった。これらの法律の制定に引き続き、格差是正の方針に従って、政府は最低賃金の見直しを進め、2010年には全国的な最低賃金の引き上げが実施され、これが労働紛争の増加に火をつけた。本ストライキも、この様な背景のもとで発生した。

## 事件の経過
譚をはじめとする従業員側は、当初月額800元の賃上げを求めた。当時の同社の賃金は正社員でも1500元であった。同年5月20日と21日に行われた労使間の交渉では、会社側が50元から100元の賃上げの回答を示したが、従業員側の要求額と差がありすぎたので、労働者側が反発し、ストが再開された。5月24日、27日、28日と連続して行われた交渉で、会社側は賃上げ額を小刻みに上積みしていくが、従業員側の要求額とは、なお隔たりが大きかった。6月1日、ホンダ自動車中国法人のパートナー企業である、広州自動車集団会社の曾慶洪総経理が突然工場を訪れ、紛争の調停に乗り出すと宣言した。同日午後に400人の従業員を集めて、自分が調停人になることを受け入れるよう訴えた。その結果、500元の賃上げをもって交渉は妥結した。従業員側からすれば800元という当初要求額からは下回っているものの、30パーセントを超える賃上げとなっており、十分満足のいくものであった。会社側にとっては、受け入れがたい水準ではあるものの、曾総経理の立場を考慮すれば、受け入れざるを得ないものであった。

## 胡錦濤政権の対応
胡錦濤政権も、本ストライキ事件をはじめとして、全国各地に飛び火したストライキの問題に無関心だったわけではない。「和諧社会」（調和のとれた社会）の実現をスローガンとした胡政権は、一貫して「三農問題」（農業、農村、農民問題）の解決を「重点中の重点」と位置付け、農業税の廃止を含む農民の負担軽減策を講じてきた。また賃金の遅配、超過勤務、労災の不払いなど蔓延する労働者の権利侵害に歯止めをかけるべく、労使関係の制度化を進め、前述した2つの法律の制定充実を図った。さらには農民工子女の教育問題を解決するために、改正『中華人民共和国義務教育法』（2006年9月施行）では、義務教育の完全無料化を定め、農民工の流入地の政府が、農民工子女の義務教育に責任を持つように指示した。このような胡錦濤政権の「親民路線」は総じて、農民や労働者の支持を得ていた。しかし、民主化なき「親民路線」で、農民や労働者に対する搾取の構造を変えることは容易でなく、中国社会の経済発展至上主義の壁に阻まれるようになっていった。